# Dzsepiste
Dzsepiste (macedónul: Џепиште, albánul Xhepishta) település Észak-Macedóniában, a Délnyugati körzet Debari járásában.

## Népesség
| Lakosok száma | 312  | 287  | 293  | 303  | 382  | 476  | 421  | 499  | 347  |
|               | 1948 | 1953 | 1961 | 1971 | 1981 | 1991 | 1994 | 2002 | 2021 |

2002-ben 499 lakosa volt, akik közül 276 török, 105 macedón, 96 albán és 22 egyéb.